# Reel to Real (Album)
Reel to Real (dt. etwa (Vom) Tonband zur Wirklichkeit, gleichzeitig eine Anspielung auf die Aufnahmetechnik Reel-to-Reel) ist das siebte Album der US-amerikanischen Band Love, das im Jahr 1975 veröffentlicht wurde. Als einziges Album der Band wurde es nicht im CD Format wiederveröffentlicht.

## Hintergrund
Reel to Real war das erste Love-Album seit vier Jahren und blieb das letzte für die nächsten zwanzig Jahre. Es wurde zwei Jahre nach der Veröffentlichung von Lees Soloalbum Vindicator herausgegeben.
Auf dem Album spielten die gleichen Musiker, die auch schon auf Lees Soloalbum gespielt hatten. Auf Vermittlung von Skip Taylor, der ein langjähriger Bewunderer von Arthur Lee war, erhielt der bis dahin kommerziell erfolglose Lee vom Robert Stigwood Label RSO den bislang größten Vorschuss. Das Album blieb aber das einzige, welches das Label veröffentlichte. Love wurde Vorgruppe bei Tourneen von Eric Clapton und Lou Reed. Aufgrund des unberechenbaren Verhaltens von Lee wurden die Tourneen allerdings unglücklich. Aufgrund der zunehmend schlechter werdenden Rufs von Lee war das Engagement für lange Zeit das letzte, das Lee erhielt.

## Rezeption
Das Album erzielte keine guten Kritiken. Robert Christgau vergab ein B- und schrieb:

“On side one the Jimi Hendrix tribute of (Arthur Lee's) Vindicator gives way to an Otis Redding, from simple songs to rhythmic gutturals, although Lee the ironic popmeister sticks his head in twice, which makes the naive optimism of With a Little Energy seem a little less one-dimensional. Different Lees contend for side two--Otis, Jimi, Arthur, the weirdo who thought of "Singing Cowboy," and sewer designer William DeVaughn, whose top-five hit from earlier this year Lee has the audacity to cover.”

„Auf der ersten Seite weicht der Jimi Hendrix Tribute von (Arthur Lee’s) Vindicator einem Otis Redding, vom einfachen Liedern zu rhythmischen Kehllauten, obwohl Lee, der ironische Popmeister es sich gründlich überlegte, was den naiven Optimismus von With a Little Energy  weniger eindimensional zu machen scheint. Verschiedene Lees erschienen auf der zweiten Seite  - Otis, Jimi, Arthur, der Spinner, die sich "Singing Cowboy" ausgedacht hat und der Kloakendesigner William DeVaughn, dessen Top-Fünf-Hit von Anfang dieses Jahres Lee die Dreistigkeit hatte, diesen zu covern.“

## Titelliste
- Alle Titel wurden von Arthur Lee komponiert, soweit nicht anders vermerkt.

1. „Time Is Like a River“ – 3:03
2. „Stop the Music“ – 3:02
3. „Who Are You“ – 3:04
4. „Good Old Fashion Dream“ – 2:48
5. „Which Witch Is Which?“ – 2:01
6. „With a Little Energy“ – 2:54
7. „Singing Cowboy“ (Lee, Jay Donnellan) – 3:02
8. „Be Thankful for What You Got“ (William DeVaughn) – 4:30
9. „You Said You Would“ – 3:02
10. „Busted Feet“ (Lee, Charles Karp) – 2:44
11. „Everybody’s Gotta Live“ – 3:18